# Columna rostrata

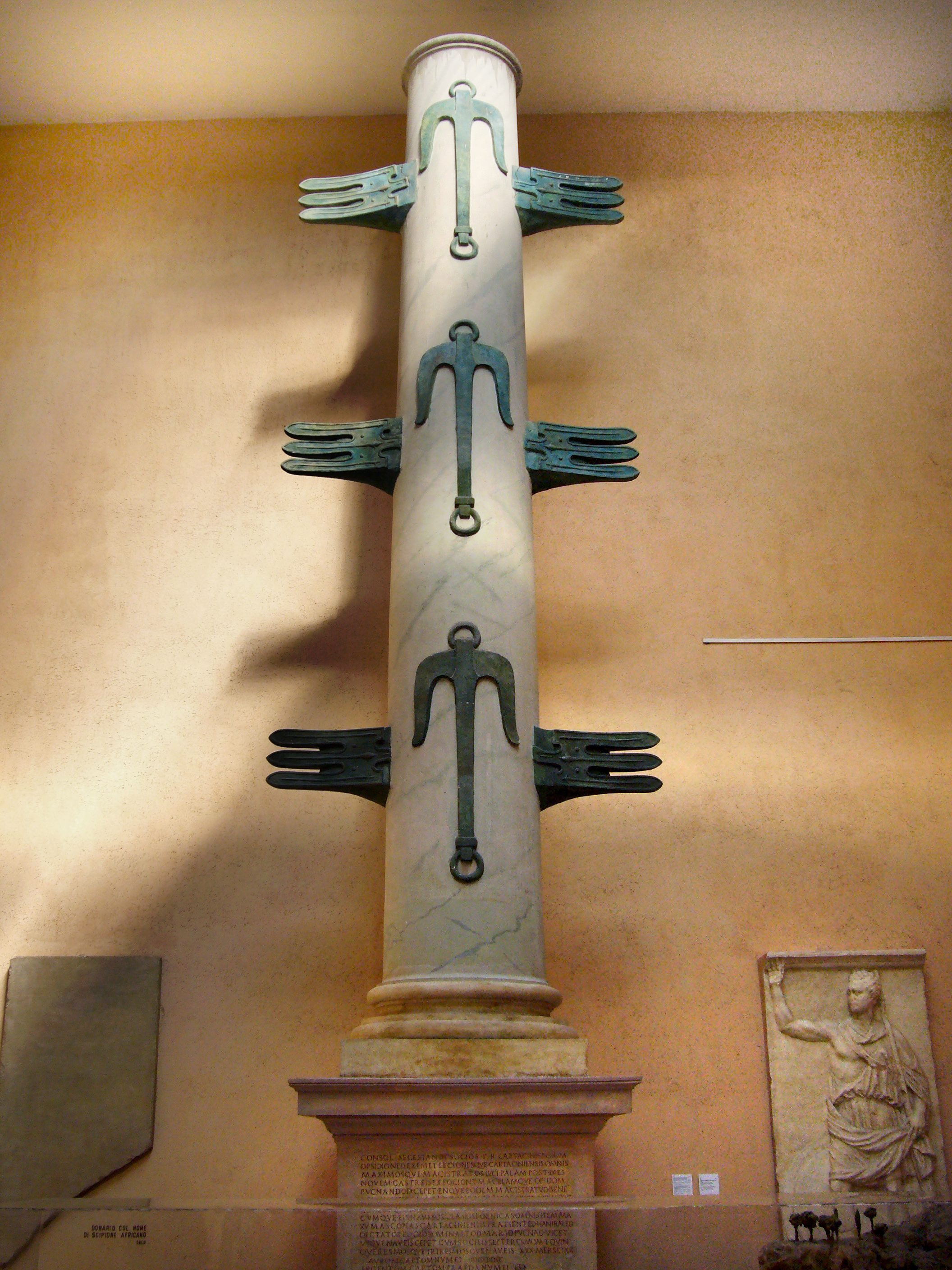
Reconstructie van de antieke Zuil van Gaius Duilius, ca. 260 v. Chr.

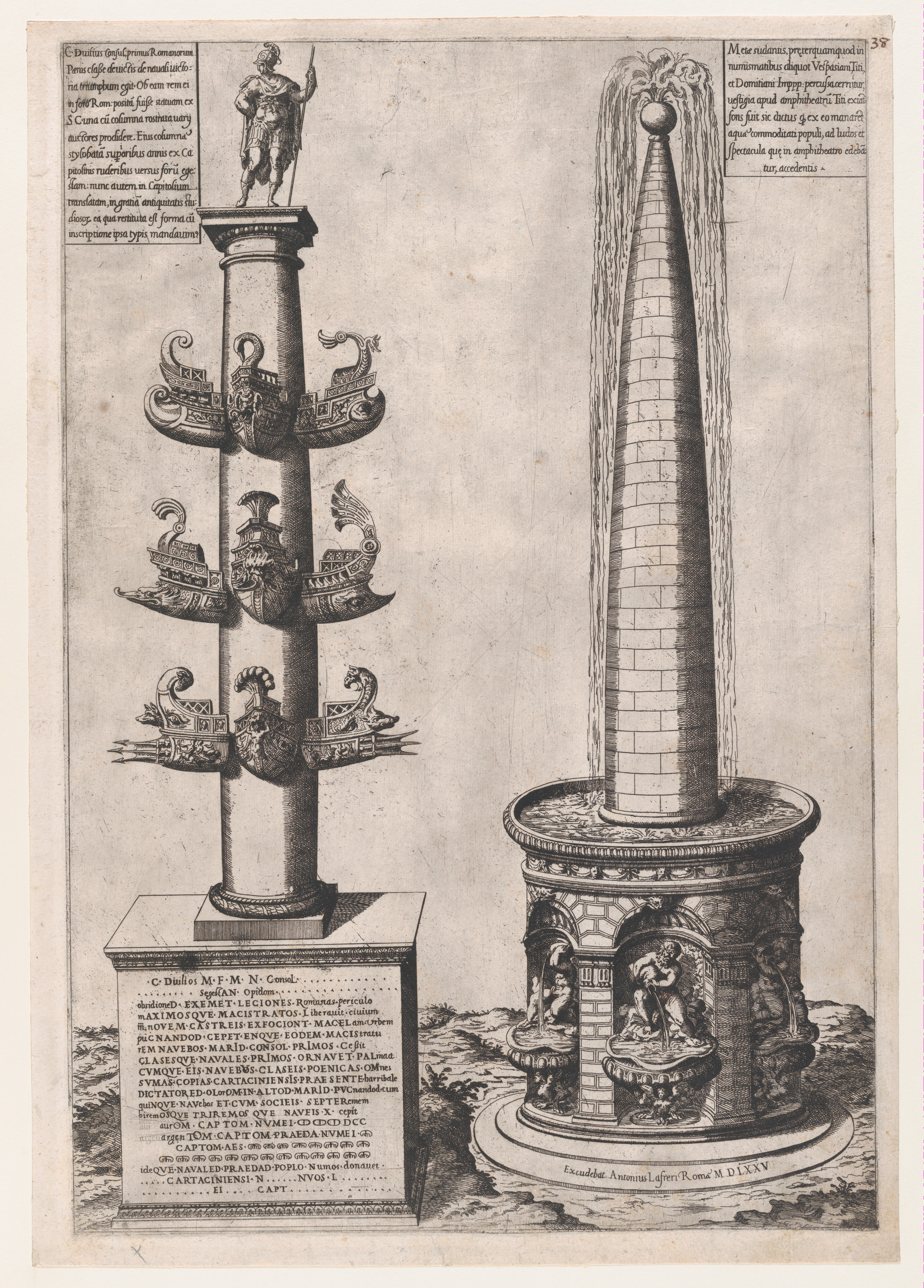
Zuil van Gaius Duilius in de Speculum Romanae Magnificentiae, Antonio Lafreri 1577

Een columna rostrata is een erezuil versierd met echte of symbolische ramstevens, houten of metalen rammen afkomstig van de boeg van vijandelijke schepen. Deze kolommen vertegenwoordigen speciale prestaties in oorlogsvoering op zee of andere nautische exploits. In moderne tijden worden dergelijke kolommen gebruikt als versiering en soms zelfs als straatverlichting, zoals op de Blauwbrug in Amsterdam.

## De rostrale zuil van Gaius Duilius
De rostrale zuil van Gaius Duilius, die in 1565 op het Forum Romanum werd gevonden, is een vroeg voorbeeld, het archetype van een columna rostrata. Duilius leidde in 260 voor Christus de Romeinse vloot in de Slag bij Mylae tegen Carthago en werd geëerd met een triomftocht – de eerste Romein die voor een zege op zee werd gehuldigd. De rammen van de boeg (Latijn: rostrum) van de veroverde schepen werden onderdeel van zijn erekolom. Onder keizer Augustus, die zelf ook een columna rostrata op het Forum Romanum kreeg, werden de zuil en de bijbehorende inscriptie van Duilius vernieuwd. De originele inscriptie, het zogenoemde elogium Duilii uit de 3e eeuw voor Christus, bleef echter behouden.

## Moderne voorbeelden vancolumnae rostratae
In moderne tijden zijn er nog steeds voorbeelden van columnae rostratae, vaak gebaseerd op oude modellen. In Sint-Petersburg (met vuurtorenlicht) en Vladivostok dienen ze zelfs als bakens voor de scheepvaart. Andere moderne versies zijn te vinden in Bordeaux en bij het Columbus Memorial in New York, dat in 1892 werd opgericht ter herdenking van de 400ste verjaardag van Christoffel Columbus' reis naar Amerika.
In Wenen staat op de Praterstern een erezuil voor Wilhelm von Tegetthoff, de overwinnaar van de Slag bij Lissa. Dit monumentale bouwwerk is ook een columna rostrata. Een kleinere zuil gewijd aan zijn opperbevelhebber, aartshertog Ferdinand Maximiliaan, stond oorspronkelijk in 1876 in Pula. Deze zuil werd na de Eerste Wereldoorlog overgebracht naar Venetië als overwinningstrofee en staat nu aan de rand van de Giardini Pubblici.

## Galerij

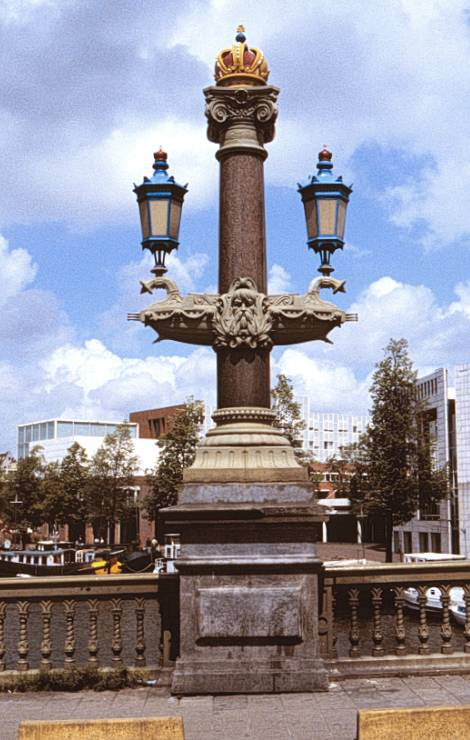
Blauwbrug, Amsterdam, 1883
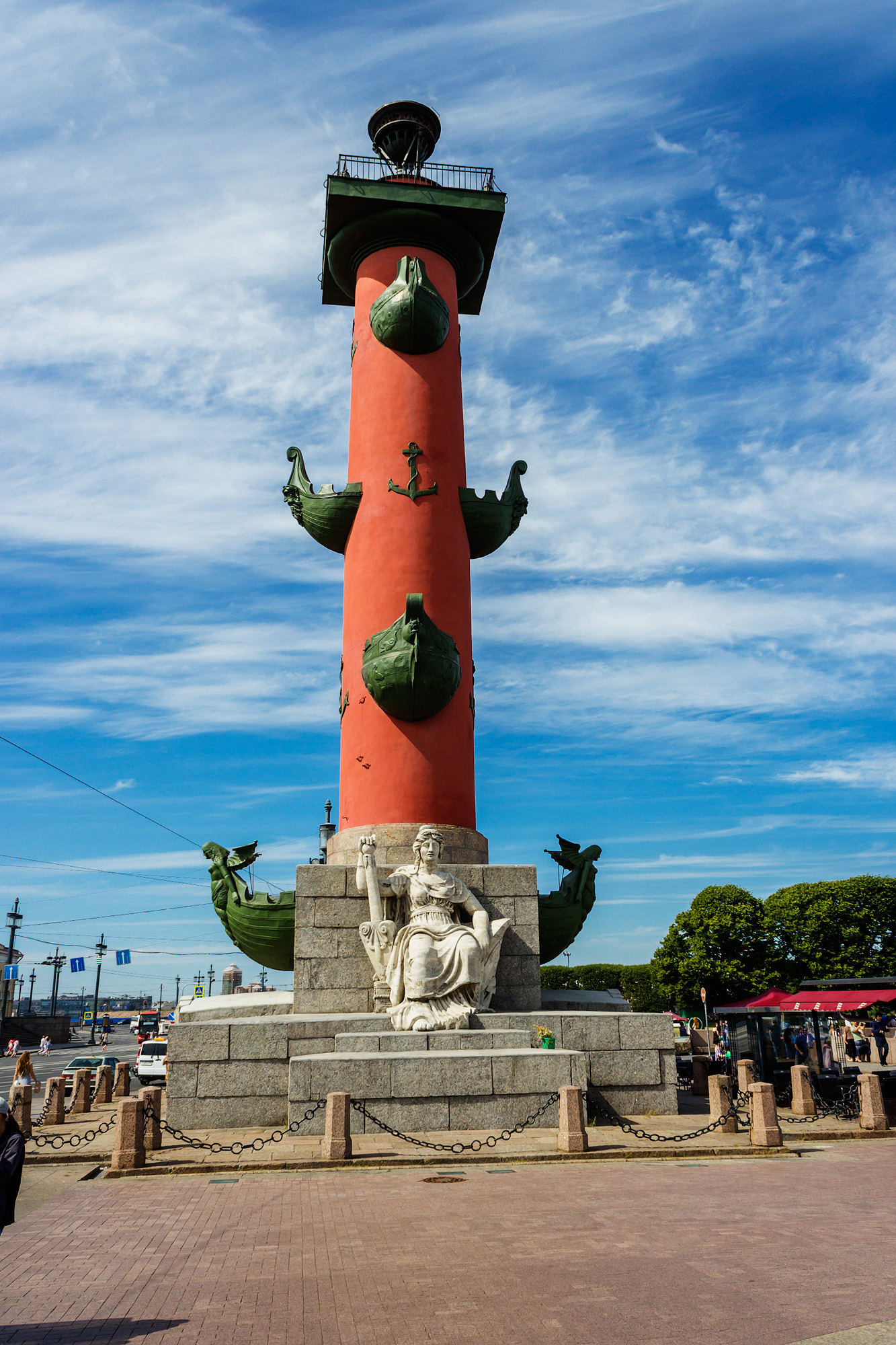
Sint-Petersburg, 1810
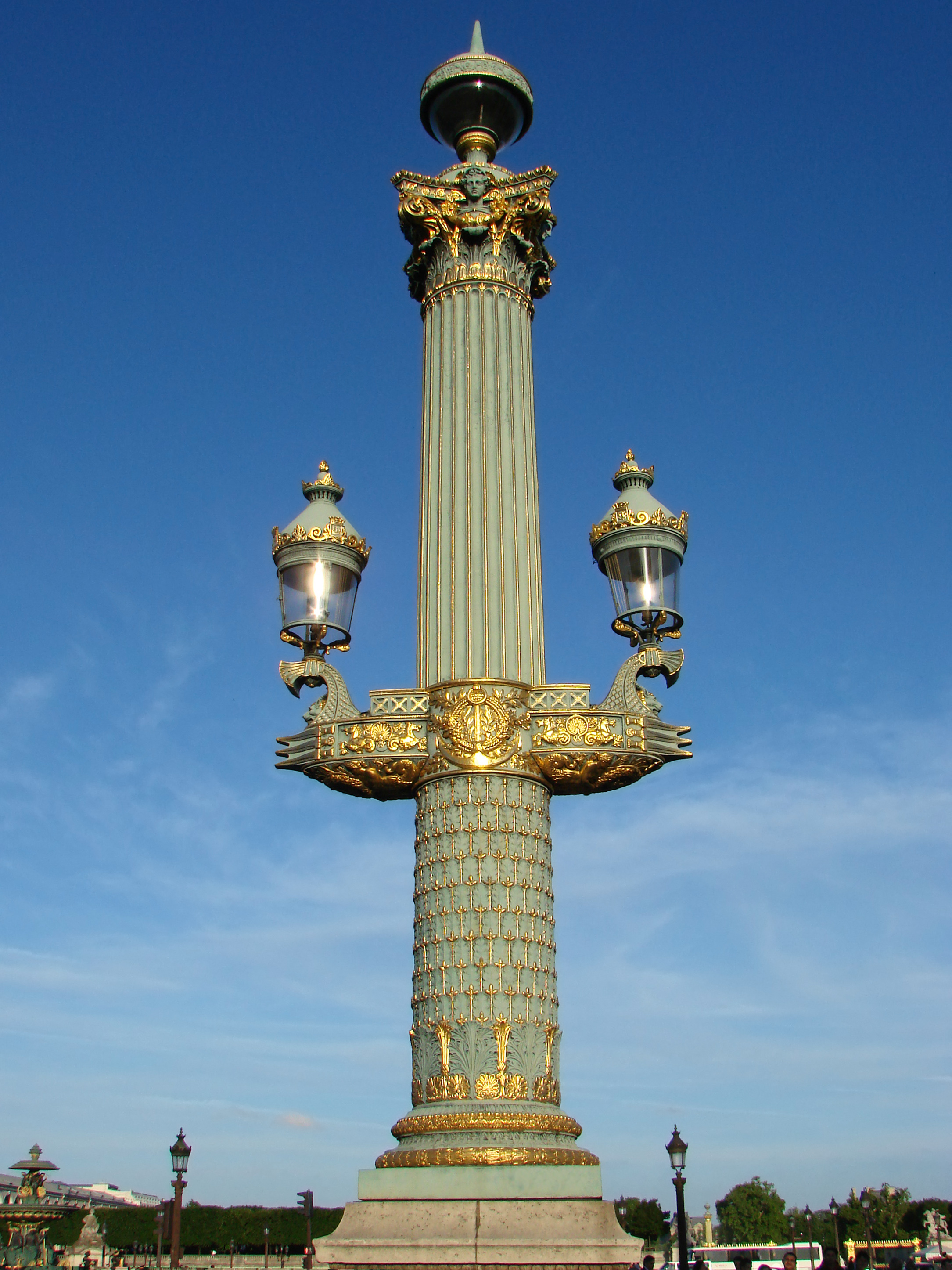
Parijs, Place de la Concorde, ca. 1840
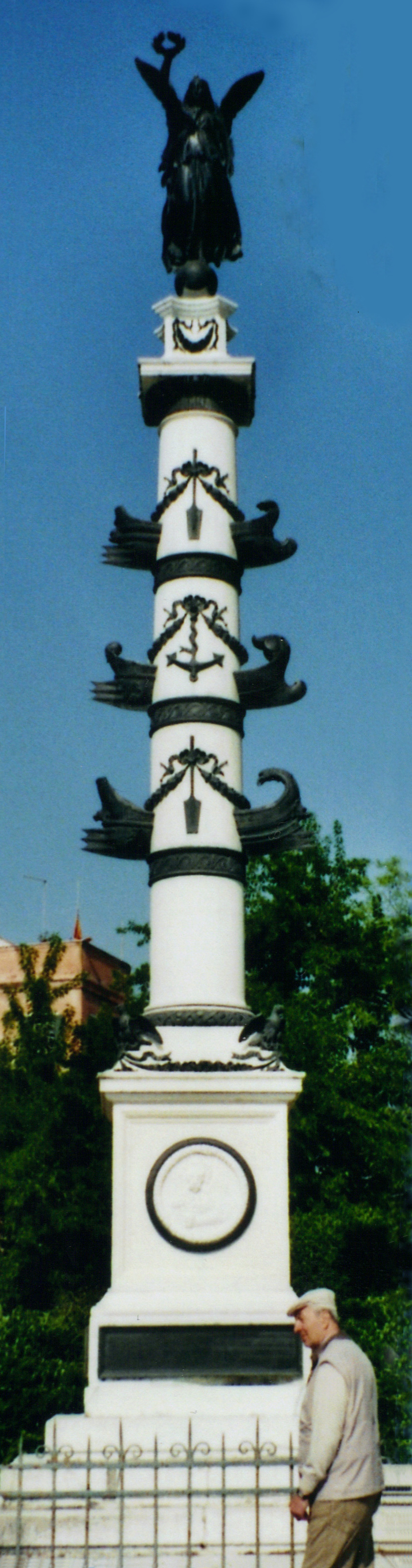
Venetië, 1876
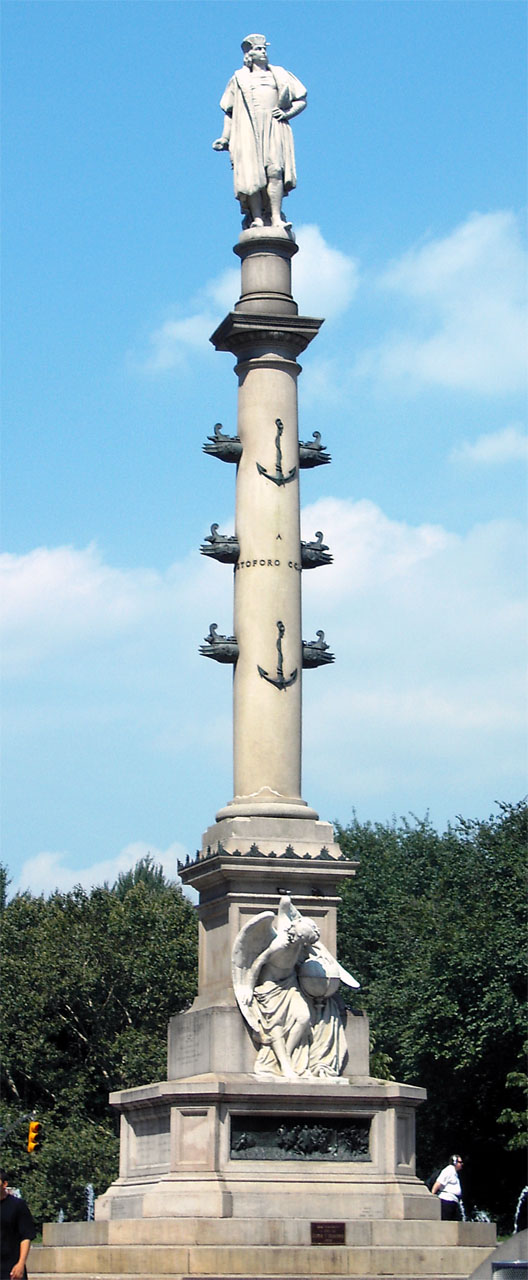
Columbus-Monument, New York, 1892
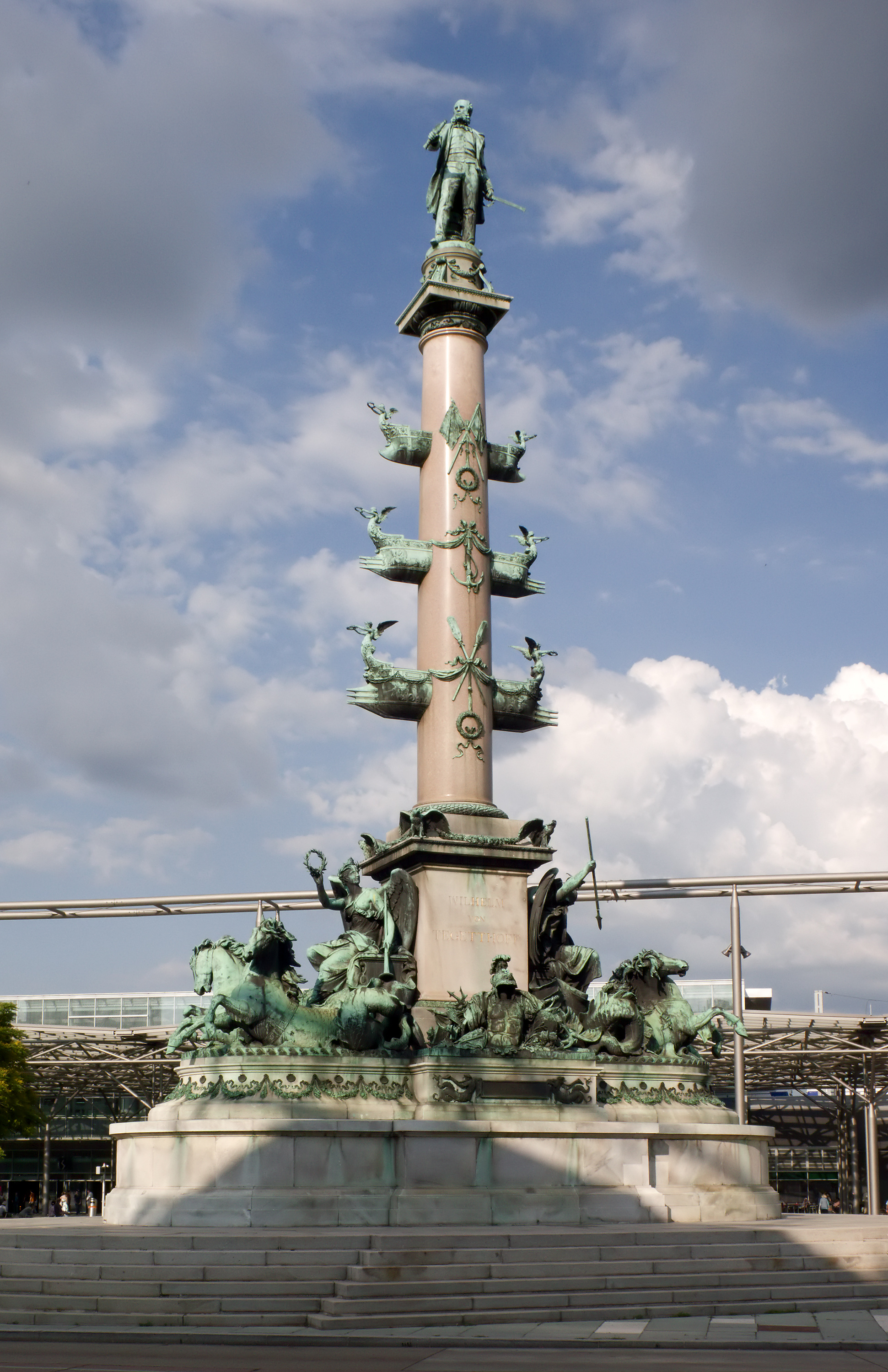
Tegetthoffdenkmal, Praterstern, Wenen, 1896